# Liste der Wappen im Landkreis Trier-Saarburg

Lage des Landkreises Trier-Saarburg in Rheinland-Pfalz

Die Liste der Wappen im Landkreis Trier-Saarburg enthält die Wappen der Kommunen im Landkreis Trier-Saarburg in Rheinland-Pfalz, Deutschland.

## Landkreis Trier-Saarburg

Landkreis Trier-Saarburg

## Verbandsgemeinde Hermeskeil

Verbandsgemeinde Hermeskeil

Bescheid
Beuren (Hochwald)
Damflos
Geisfeld
Grimburg
Gusenburg
Stadt Hermeskeil
Hinzert-Pölert
Naurath (Wald)
Neuhütten
Rascheid
Reinsfeld
Züsch

## Verbandsgemeinde Konz

Verbandsgemeinde Konz

Kanzem
Stadt Konz
Nittel
Oberbillig
Onsdorf
Pellingen
Tawern
Temmels
Wasserliesch
Wawern
Wellen
Wiltingen

## Verbandsgemeinde Ruwer
Siehe auch: Liste der Wappen in der Verbandsgemeinde Ruwer

Verbandsgemeinde Ruwer

Bonerath
Farschweiler
Gusterath
Gutweiler
Herl
Hinzenburg
Holzerath
Kasel
Korlingen
Lorscheid
Mertesdorf
Morscheid
Ollmuth
Osburg
Pluwig
Riveris
Schöndorf
Sommerau
Thomm
Waldrach

## Verbandsgemeinde Saarburg-Kell

Verbandsgemeinde Saarburg-Kell (ab 2019)

Ayl
Baldringen
Fisch
Freudenburg
Greimerath
Heddert
Hentern
Irsch
Kastel-Staadt
Kell am See
Kirf
Lampaden
Mandern
Mannebach
Merzkirchen
Ockfen
Palzem
Paschel
Stadt Saarburg
Schillingen
Schoden
Schömerich
Serrig
Taben-Rodt
Trassem
Vierherrenborn
Waldweiler
Wincheringen
Zerf

## Verbandsgemeinde Schweich an der Römischen Weinstraße

Verbandsgemeinde Schweich an der Römischen Weinstraße

Bekond
Detzem
Ensch
Fell
Föhren
Kenn
Klüsserath
Köwerich
Leiwen
Longen
Longuich
Mehring
Naurath (Eifel)
Pölich
Riol
Schleich
Stadt Schweich
Thörnich
Trittenheim

## Verbandsgemeinde Trier-Land

Verbandsgemeinde Trier-Land

Aach
Franzenheim
Hockweiler
Igel
Kordel
Langsur
Newel
Ralingen
Trierweiler
Welschbillig
Zemmer

## Ehemalige Verbandsgemeinden

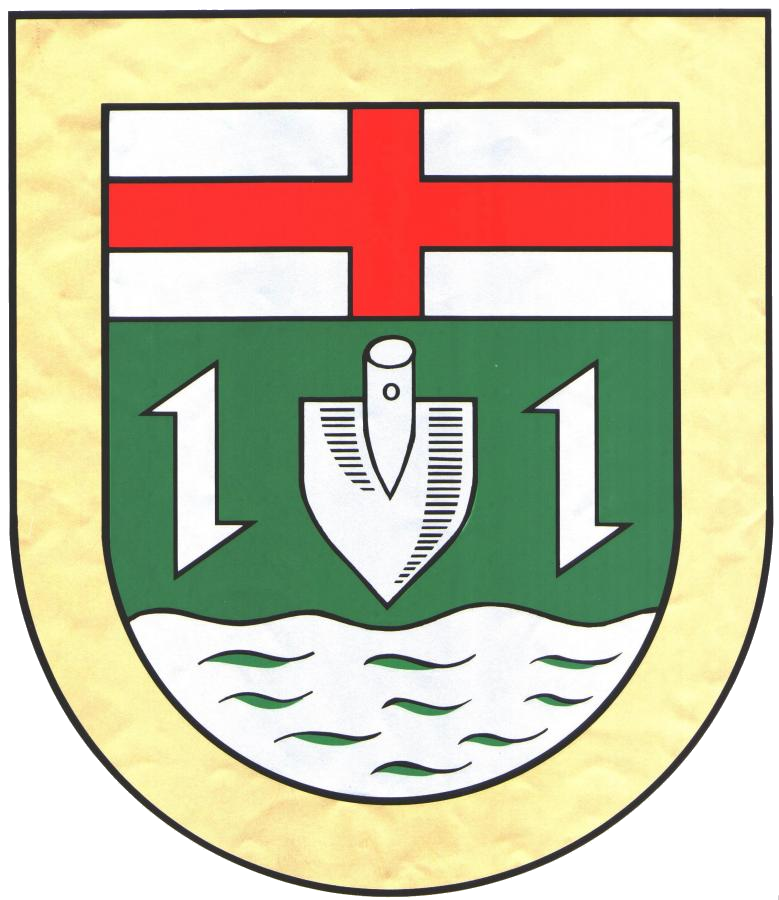
Verbandsgemeinde Kell am See (bis Ende 2018)
Verbandsgemeinde Saarburg (bis Ende 2018)